# León (departement)
León is een departement van Nicaragua, gelegen in het westen van het land aan de Grote Oceaan en het Managuameer. De hoofdstad is de gelijknamige stad León, na Managua de grootste stad van het land.
Het departement bestrijkt een oppervlakte van 5138 km² en heeft 419.065 inwoners (2019).
In León ligt een deel van de bergketen Cordillera Los Maribios.

## Gemeenten
Het departement is ingedeeld in tien gemeenten:
- Achuapa
- El Jicaral
- El Sauce
- La Paz Centro
- Larreynaga
- León
- Nagarote
- Quezalguaque
- Santa Rosa del Peñón
- Telica

Boaco · Carazo · Chinandega · Chontales · Estelí · Granada · Jinotega · León · Madriz · Managua · Masaya · Matagalpa · Nueva Segovia · Rivas · Río San Juan
Autonome regio's: Región Autónoma de la Costa Caribe Norte · Región Autónoma de la Costa Caribe Sur